# Den Russiske Føderations historie
Den 25. december, 1991 trådte Mikhail Gorbatjov tilbage, og dermed ophørte Sovjetunionen med at eksistere. Året før blev Boris Jeltsin valgt til præsident for RSFSR med 57 % af stemmerne i en periode præget af økonomiske problemer, separatistbevægelser, politiske uroligheder og manglende international succes. I 1999 trådte Boris Jeltsin uventet tilbage til fordel for Vladimir Putin, der fortsatte i embedet til 2008, hvor hans udpegede efterfølger, Dmitri Medvedev, blev valgt som præsident med et overvældende flertal på godt 70 %.

## Rusland under Boris Jeltsin
Tiden under Boris Jeltsin præges af uroligheder. I 1993 vælger Tjetjenien at søge løsrivelse. Det russiske svar var en massiv invasion med mange døde til følge. Den russiske menneskerettighedsorganisation, Memorial, anslår at omkring 50.000 civile omkom, hvilket er mellem 2,5 og fem gange større end de officielle tal. Invasionen er ingen succes, idet Vladimir Putin ser sig nødsaget til at beordre endnu en invasion seks år senere. Boris Jeltsins periode er imidlertid også præget af økonomisk uro. I starten af 1990erne vælger han en regering, der skal reformere Rusland fra en kommando- eller planøkonomi til en markedsøkonomi. Et af tiltagene er et udsalg af statslige virksomheder via kuponer, hvilket svarer til at store tidligere nationale virksomheder, blev købt for en slik. Et andet system som blev taget i anvendelse primært for at få penge i statskassen var et "lån-for-aktier" system. I praksis betød det, at regeringen udpegede en kommerciel bank til at holde auktioner, der vil give en kontrollerende andel i et ressourcefirma (stål, olie, kul etc.) mod et lån til regeringen, som sidstnævnte aldrig betalede. Det betød, at de fleste selskaber blev solgt forholdsvist billigt. I 1996 afholdes der præsidentvalg i Rusland. Boris Jeltsin er tvunget til en ekstra valgrunde mod kommunisternes Gennadi Sjuganov. I første runde fik Jeltsin 35,8% mod Sjuganovs 32,5%. I anden valgrunde slog Jeltsin Sjuganov med godt seks procentpoint. Her fik førstnævnte 54,4% mod Sjuganovs 40,7%. Imidlertid er genvalget ikke uden komplikationer for Jeltsin, idet hans genvalg primært skyldtes massiv støtte fra oligarkerne. Dette skulle selvfølgelig veksles til politisk indflydelse. Guriev og Rachinsky tilskriver oligarkerne og særligt bilindustrien en afgørende rolle i forbindelse med Ruslands manglende tiltrædelse af WTO . Et andet eksempel er oligarkerne og særligt Boris Berezovskijs modstand mod valget af Jevgenij Primakov (se nedenfor) som premierminister for Rusland i 1998, og hans efterfølgende afsættelse . Internationalt klarer Rusland sig heller ikke særlig godt. For det første formåede Jeltsin ikke at forhindre NATO via FN at angribe serbiske styrker i den bosniske borgerkrig. På trods af ihærdige forsøg lykkes det heller ikke at skabe fred. Nogenlunde samme scenario udspillede sig i forbindelse med borgerkrigen i Kosovo. Jeltsins år ved magten gjorde det muligt at opløse Sovjetunionen fredeligt men også umuligt for Rusland at vende tilbage til kommunismen, hvor valget i 1996 var et definitivt nederlag for kommunisterne. Imidlertid bærer Jeltsin også ansvaret for manglende reformer og for ikke at udnytte den mulighed, som Sovjetunionens kollaps medførte.

### Økonomien
Som allerede nævnt var økonomien under Boris Jeltsin meget dårlig. Tabellen nedenfor viser, hvordan udviklingen i det russiske BNP er negativt. Rusland oplever med andre ord en negativ vækst og dermed depression. I 1992 oplever Rusland en hyperinflation på 2506%. Året efter er den faldet med 2/3 til "kun" 840%. Det betyder med andre ord at de russiske priser stiger og stiger samtidig med, at den russiske købekraft falder.
| Udviklingen i det russiske BNP                                                                   | Udviklingen i det russiske BNP | Udviklingen i det russiske BNP | Udviklingen i det russiske BNP | Udviklingen i det russiske BNP | Udviklingen i det russiske BNP | Udviklingen i det russiske BNP | Udviklingen i det russiske BNP | Udviklingen i det russiske BNP |
| ------------------------------------------------------------------------------------------------ | ------------------------------ | ------------------------------ | ------------------------------ | ------------------------------ | ------------------------------ | ------------------------------ | ------------------------------ | ------------------------------ |
| 1991                                                                                             | 1992                           | 1993                           | 1994                           | 1995                           | 1996                           | 1997                           | 1998                           | 1999                           |
| -5                                                                                               | -15                            | -9                             | -13                            | -4                             | -3                             | 1                              | -5                             | 3                              |
| Anm.: Der er her tale om officielle russiske tal. Andre tal indikerer en anelese højere værdier. |                                |                                |                                |                                |                                |                                |                                |                                |

En anden måde som den russiske økonomis købekraft kan vurderes på, er ved at se på antallet af private landbrug forstået som landbrug, der har sekundær karakter i forhold til arbejdet. Her er der en tydelig tendens til at antallet stiger. Russiske forbrugere forsøger med andre ord at kompensere for den manglende købekraft ved selv at dyrke, hvad de har brug for. Imidlertid har der måske ikke været så meget at købe. Det viser sig nemlig, at den russiske produktion i fødevareindustrien bliver mindre for hvert år der går. Det er først i 1999, at den overstiger det foregående års niveau. 1998 bliver et hårdt år for Rusland, idet den russiske økonomi bryder sammen med devalueringer af rublen som følge. Eksempelvis viser tabellen ovenfor, at Rusland, hvis BNP voksede positivt i 1997, falder med seks procent point i 1998. Det samme kan ses på inflationen som følge af devalueringen eksploderer fra "kun" 11% i 1997 til hele 84% i 1998. Devalueringen skulle styrke Rusland i forhold til sine eksportområder, idet en billigere rubel vil gøre russiske varer mere konkurrencedygtige, og dermed skaffe Rusland udenlandsk valuta.

### Premierministre
Jeltsin regeringstid præges også af forskellige premierministre. I 1992 bliver Yegor Gaidar udpeget til fungerende premierminister. Samme år udskiftes Gaidar med Viktor Chernomyrdin. Sergei Kirienko efterfølger Chernomydin i 1998, men bliver samme år erstattet af Jevgenij Primakov. Imellem disse er Viktor Chernomydin igen fungerende premierminister. Året efter væltes Primakov med hjælp fra Boris Berezovskij og Sergei Stepashin vælges i stedet, for at blive erstattet af Vladimir Putin, der sidder indtil han vælges til præsident. De mange premierministre skyldtes blandt andet, at Jeltsin ikke nød Statsdumaens opbakning. I 1993 opnår Kommunistpartiet 34,9% af pladserne i Dumaen, og idet det er Dumaen som vælger premierministeren (eller regeringsformanden som det hedder i Forfatningen af 1993), så nød kommunisterne der stor magt. Et eksempel på den kamp, der var mellem Boris Jeltsin og kommunisterne, er om hvorvidt Vladimir Lenin skulle begraves. Det var et stort ønske hos Jeltsin, men kommunisterne, vidste han, ville kæmpe imod i Dumaen.

#### Jevgenij Primakov
Primakov studerede ved ved Instituttet for Orientalske Studier på Moskvas Universitet og arbejdede som særlig udsending for Mikhail Gorbatjov i Mellemøsten. I 1998 valgte Boris Jeltsin Jevgenij Primakov som premierminister, som svar på det økonomiske kollaps. Primakov havde som sit mål, at reetablere den russiske stat som en storstat. Vicepremierminister Jurij Dmitrijevich Masljukov kom til at stå for implementeringen af økonomisk politik. Sidstnævnte var chef for planlægningskommissionen under Gorbatjov. Dette skræmte sikkert de russiske oligarker, som stod bag Boris Jeltsin ved valget i 1996. Støtten fra en Duma, der ikke var videre venlig over for Jeltsin har formentligt også bidraget til Berezovskijs mediekampagne mod Primakov. En anden årsag til Berezovskijs offensiv mod Primakov skal findes i Primakovs anklager mod Berezovskij om pengevask.

### Udenrigspolitikken
I begyndelsen af 1990erne valgte Jeltsin et meget liberalt kabinet, der udstak en ny kurs for Rusland. Som sin udenrigsminister valgte Jeltsin Andrei Kozyrev, der med baggrund i det sovjetiske diplomati var professionel diplomat snarere end politiker. Hans fokus var på deltagelse i internationale institutioner eller med andre ord – på liberal internationalisme. Der blev hermed åbnet op for en ny tilgang til udenrigspolitik, men dette blev forpurret af Dumaens rød-brune koalition bestående af kommunister og nationalister. Kozyrev blev tvunget i mere nationalistisk retning med krav om ophævelse af sanktioner mod Serbien såvel som at Rusland nød et særligt privilegium i forhold til CSCE (senere OSCE). Slutteligt at de tidligere sovjetiske republikker indgik i en ny union med Rusland. Dette forsvar af Serbien var imidlertid nyttesløst. Særligt tydeligt bliver det i forbindelse med borgerkrigen i Bosnien og den efterfølgende borgerkrig i Kosovo, hvor Rusland på ingen måde evner at spille en nævneværdig rolle. Det skal dog nævnes i forbindelse med krigen i Kosovo, at Viktor Chernomyrdin sammen Martti Ahtisaari, kom til at spille en væsentlig rolle i forbindelse med at få Slobodan Milosevic til at indstille krigshandlingerne i 1999.

## Rusland under Putin
Vladimir Putin blev valgt til Ruslands præsident den 25. marts, 2000 med 52,7 % af stemmerne mod hans nærmeste konkurrent, Gennadij Sjuganovs 29,2 %. Han blev uden besvær genvalgt i 2004 med 71,3% mod Sjuganovs 13,7%. Hans tid som Ruslands præsident begynder med endnu en – eller en fortsættelse af – krigen i Tjetjenien. Krigen blev hæmmet af dårlig moral i hæren såvel som mangel på forsyninger og dårlig økonomi. Senere samme år sank den russiske atomubåd Kursk for blot at blive efterfulgt af endnu en katestrofe – den ustyrlige brand i Ostankino tv-tårnet. Dette eksemplificerede igen hvor dårlig den russiske økonomi var såvel som den russiske stats handlekraft. Imidlertid forbedres økonomien som følge af stigende oliepriser, en faldende inflation og stabiliseret levestandarder. Putin udviser en større handlekraft end sin forgænger. Dette skyldes formentligt, at økonomien er i bedring. Således invaderer Rusland Georgien i 2008 som følge af et georgisk overfald på "russiske borgere" i Abkhasien og Sydossetien. Begge grupper har fået tildelt russiske pas. Imidlertid er der også en anden dimension til det, som bør tages med i betragtningen af motivationen bag angrebet på Georgien. Rusland udenrigsminister Lavrov advarer, at en vestlig anerkendelse Kosovo ville medføre støtte netop Sydossetien såvel som Abkhasien. Flere vestlige lande valgte at anerkende Kosovo som uafhængigt.

### Putin og oligarkerne
Hvor Boris Jeltsin lod sig støtte af oligarkiet, indtog Putin en noget mere hård linje over for dem. En uge før valget i 2000 sagde Putin meget klart, at "Sådan en klasse af oligarker vil ophøre med at eksistere.". Hermed lagde han grunden til et opgør, der blandt andet omfatter Vladimir Gusinskij, Mikhail Khodorkovskij og Boris Berezovskij. Et af resultaterne af Putins angreb blev en opgivelse af Berezovskijs ORT, Gusinskijs medieempirum og på sigt Khodorkovskijs Yukos. Om dette har motiveret Berezovskij til at sige følgende om Putin vides ikke, men han mener imidlertid at "Putin ikke mener Rusland er klar til at blive et liberalt, frit land. Han mener at præsidenten eller andre bosser bør tage sig af befolkningen." Når Putin på sigt overtager medier i Rusland, så skyldes det, at de er blevet et vigtigt redskab i regimes kontrol af befolkningen. Allerede under Jeltsin blev medierne brugt til at sende særlige billeder af præsidenten såvel som modkandidaterne. Et eksempel som var vigtig for Putins valgplatform, og som blev sat under censur, var krigen i Tjetjenien, men også Primakov-sagen (se ovenfor. Han har formentligt også haft den i baghovedet, da han tog initiativ til at bringe ustyrlige medier under kontrol.

### Sergei Ivanov og Dmitri Medvedev
I midten af 1970erne mødtes Ivanov og Putin i Skt. Petersborg i forbindelse med deres arbejde i KGB. Efter Sovjetunionens sammenbrud fortsatte han i det, der blev Ruslands udenrigsefterretningstjeneste – SVR. Fra 1999 sidder han som sekretær for det Ruslands Sikkerhedsråd for efterfølgende at blive udpeget som forsvarsminister. I 2007 blev han flyttet til den centrale plads som første vicepremierminister, og dermed i spil som den, der skulle efterfølge Putin i 2008, hvor hans præsidentperiode udløb. Dmitri Medvedev kom ligesom Ivanov fra Skt. Petersborg. Hans opgave i den russiske administration blev imidlertid mindre prominent end førstnævnte. Han fik rollen leder af den præsidentielle administration. Ud øver at støtte præsidenten i det daglige arbejde, skulle han også tage sig af projekter, han fik tilknyttet sig. I en lang periode arbejdede han bag kulisserne, men dette ændrede sig, da han blev udnævnt til en nyoprettet post som vicepremierminister for fem særlige nationale anliggender. I 2007 blev Sergei Ivanov set som favorit til at efterfølge Putin, såfremt sidstnævnte ikke ønskede en forfatningsændring, der ville gøre det muligt for at ham at blive på posten som præsident for endnu en periode. Imidlertid "udnævnte" Putin Medvedev som sin efterfølger, hvilket hjalp Medvedev til at blive populær. Samtidig bedyrede Medvedev, at han ville udpege Putin som premierminister, såfremt han blev valgt til præsident. Ved valget i 2008 fik Medvedev 70,3% af stemmerne mod Gennadij Sjuganovs 17,3%